# Eurypontiden
Die Eurypontiden (altgriechisch Εὐρυπωντίδαι Eurypōntídai) waren eines der beiden Königshäuser des antiken Stadtstaates Sparta.
Sie führten ihre Herkunft auf einen der mythischen Herakles-Nachkommen namens Prokles zurück. Eponym des Geschlechts war der ebenfalls mythische Eurypon, der nach der älteren Genealogie bei Herodot und Ephoros Sohn des Prokles und in sechster Generation Nachfahre des Herakles gewesen sei. Laut der jüngeren, bei Plutarch und Pausanias vorliegenden Genealogie sei Eurypon in siebter Generation von Herakles abgestammt.  Herodot zufolge hätten die Eurypontiden ein geringeres Ansehen besessen als Vertreter des anderen Königshauses der Agiaden. Doch übten die bedeutendsten Könige aus dem Haus der Eurypontiden – Archidamos II., Agesilaos II., Agis II., Agis III. und Agis IV. – nachhaltigen Einfluss auf die Politik Spartas aus. Die überlieferte Namensliste der Eurypontiden ist erst ab dem Beginn des 6. Jahrhunderts v. Chr. geschichtlich zuverlässig.
Die beiden spartanischen Königshäuser waren dynastisch strikt voneinander getrennt, und ein Abkömmling des einen Geschlechts durfte nicht den Thron des anderen besteigen.
Siehe auch: Liste der Könige von Sparta